# Primula moupinensis
Primula moupinensis är en viveväxtart. Primula moupinensis ingår i släktet vivor, och familjen viveväxter.

## Underarter
Arten delas in i följande underarter:
- P. m. barkamensis
- P. m. moupinensis